# Гуменцино
Гуменцино (пол. Humięcino) — село в Польщі, у гміні Ґрудуськ Цехановського повіту Мазовецького воєводства.
Населення — 143 особи (2011).
У 1975-1998 роках село належало до Цехановського воєводства.

## Демографія
Демографічна структура станом на 31 березня 2011 року:
|          | Загалом | Допрацездатний вік | Працездатний вік | Постпрацездатний вік |
| -------- | ------- | ------------------ | ---------------- | -------------------- |
| Чоловіки | 74      | 16                 | 52               | 6                    |
| Жінки    | 69      | 15                 | 37               | 17                   |
| Разом    | 143     | 31                 | 89               | 23                   |